# Debelica
Debelica (en serbe cyrillique : Дебелица) est un village de Serbie situé dans la municipalité de Knjaževac, district de Zaječar. Au recensement de 2011, il comptait 325 habitants.
Debelica est située sur les bords du Beli Timok, une rivière connue également sous le nom de Knjaževački Timok (le « Timok de Knjaževac »).

## Démographie
| 1948  | 1953  | 1961 | 1971 | 1981 | 1991 | 2002 | 2011 |
| ----- | ----- | ---- | ---- | ---- | ---- | ---- | ---- |
| 1 018 | 1 007 | 989  | 866  | 687  | 551  | 423  | 325  |

|  |